# Lauren Hoffman
Lauren Hoffman (Virginia, 30 maart 1999) is een Amerikaans-Filipijns atlete, die gespecialiseerd is in de 400 m horden. Zij nam eenmaal deel aan de Olympische Spelen.

## Biografie
Tot en met september 2023 vertegenwoordigde Hoffman de Verenigde Staten. Op de Aziatische Spelen in 2023 kwam ze voor het eerst uit voor Filipijnen. 
Op de Olympische Spelen van Parijs in 2024 nam ze voor de Filipijnen deel aan de 400 m horden.

## Titels
- Filipijns kampioene 100 m horden - 2024
- Filipijns kampioene 400 m horden - 2024

## Persoonlijke records
Outdoor
| Onderdeel    | Prestatie    | Datum       | Plaats |
| ------------ | ------------ | ----------- | ------ |
| 100 m horden | 13,34 s (NR) | 8 mei 2024  | Pasig  |
| 400 m horden | 55,47 s      | 9 juni 2022 | Eugene |

Indoor
| Onderdeel   | Prestatie    | Datum            | Plaats       |
| ----------- | ------------ | ---------------- | ------------ |
| 200 m       | 24,26 s      | 12 februari 2022 | Fayetteville |
| 300 m       | 38,45 s      | 21 januari 2022  | Blacksburg   |
| 400 m       | 53,71 s (NR) | 9 februari 2024  | Clemson      |
| 500 m       | 1.11,97 s    | 14 januari 2022  | Blacksburg   |
| 600 m       | 1.30,33 s    | 19 januari 2024  | Blacksburg   |
| 60 m horden | 8,54 s       | 22 februari 2019 | Blacksburg   |

## Palmares

### 400 m
- 2024: 4e in serie WK indoor - 54,66 s

### 100 m horden
- 2024:  Filipijnse kamp. - 13,34 s

### 400 m horden
- 2023: 5e Aziatische Spelen in Hangzhou - 57,21 s
- 2024:  Filipijnse kamp. - 55,92 s
- 2024: 8e in serie OS - 57,84 s

### 4 × 400 m
- 2023: 5e Aziatische Spelen - 3.40,78